# Georgetown (dzielnica)
Georgetown – historyczna dzielnica Waszyngtonu, w północno-zachodniej części miasta, położona wzdłuż Potomaku.

## Historia
Georgetown jest dzielnicą o charakterze handlowo-rozrywkowym, usytuowaną nad Potomakiem, w północno-zachodniej części amerykańskiej stolicy. Ośrodek portowy został założony w 1751 roku w ówczesnej Prowincji Maryland, wyprzedzając o około czterdzieści lat ustanowienie Dystryktu Federalnego Kolumbii i miasta Waszyngton. Nazwany na cześć brytyjskiego króla Jerzego II Hanowerskiego. Do 1790 roku był największym portem eksportującym tytoń na obszarze kolonii. Nad Potomakiem usytuowane były młyny oraz zakłady włókiennicze, papiernie, fabryki produkujące liny oraz odlewnie. Na początku XIX wieku wybudowano kanał, który łączył Georgetown z Cumberland za Appalachami – Chesapeake and Ohio Canal. Przewożono nim węgiel. Przed wojną secesyjną na skrzyżowaniu Wisconsin i O Street funkcjonował dom akcyjny, w którym sprzedawano niewolników.
Nadrzeczny ośrodek pozostawał odrębną gminą do 1871 roku, kiedy Kongres Stanów Zjednoczonych utworzył jeden zarząd dla całego dystryktu. Specjalna ustawa z 1895 roku zreformowała lokalne prawodawstwo i zmieniła nazwy ulic, aby dostosować je do waszyngtońskich. Na terenie dzielnicy znajduje się zabudowa o charakterze mieszkalnym, handlowym, instytucjonalnym i przemysłowym, pochodząca z różnych okresów jej historii. Zabytkowe budowle pochodzą z lat 1751–1950. W 1950 roku kongres objął ochroną prawną historyczną zabudowę Starego Georgetown (ang. Old Georgetown).
W dzielnicy znajduje się kampus założonego w 1789 roku katolickiego Uniwersytetu Georgetown oraz liczne ambasady, w tym Kamerunu, Francji, Islandii, Kosowa, Liechtensteinu, Mongolii, Szwecji, Tajlandii, Ukrainy i Wenezueli.

## Zabytki
Na terenie Georgetown zlokalizowanych jest szereg zabytków, m.in.:
- Chesapeake and Ohio Canal (XIX w.)
- Dumbarton Oaks (1940)[5]
- Georgetown Lutheran Church (1914)
- Georgetown Presbyterian Church (1881)
- Healy Hall (Uniwersytet Georgetown, 1877–1879)[6]
- Oak Hill Cemetery (zał. 1848)[7]
- Old Stone House (najstarszy dom w Waszyngtonie, 1765)[8]
- Tudor Place (1816)[9]
- Volta Laboratory and Bureau (wzniesione przez Aleksandra Grahama Bella, 1885–1893)[10]

## Galeria

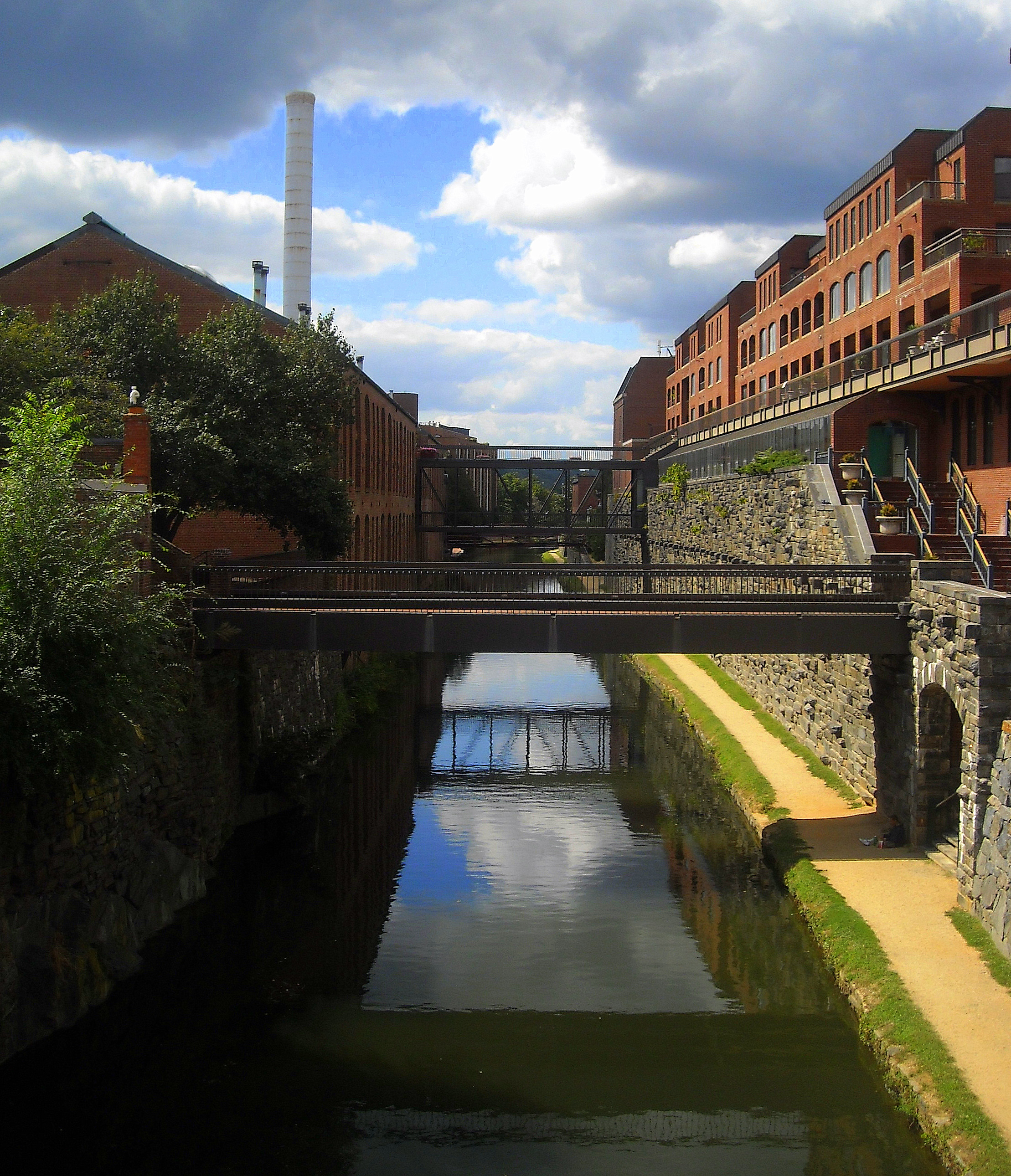
Kanał, 2008
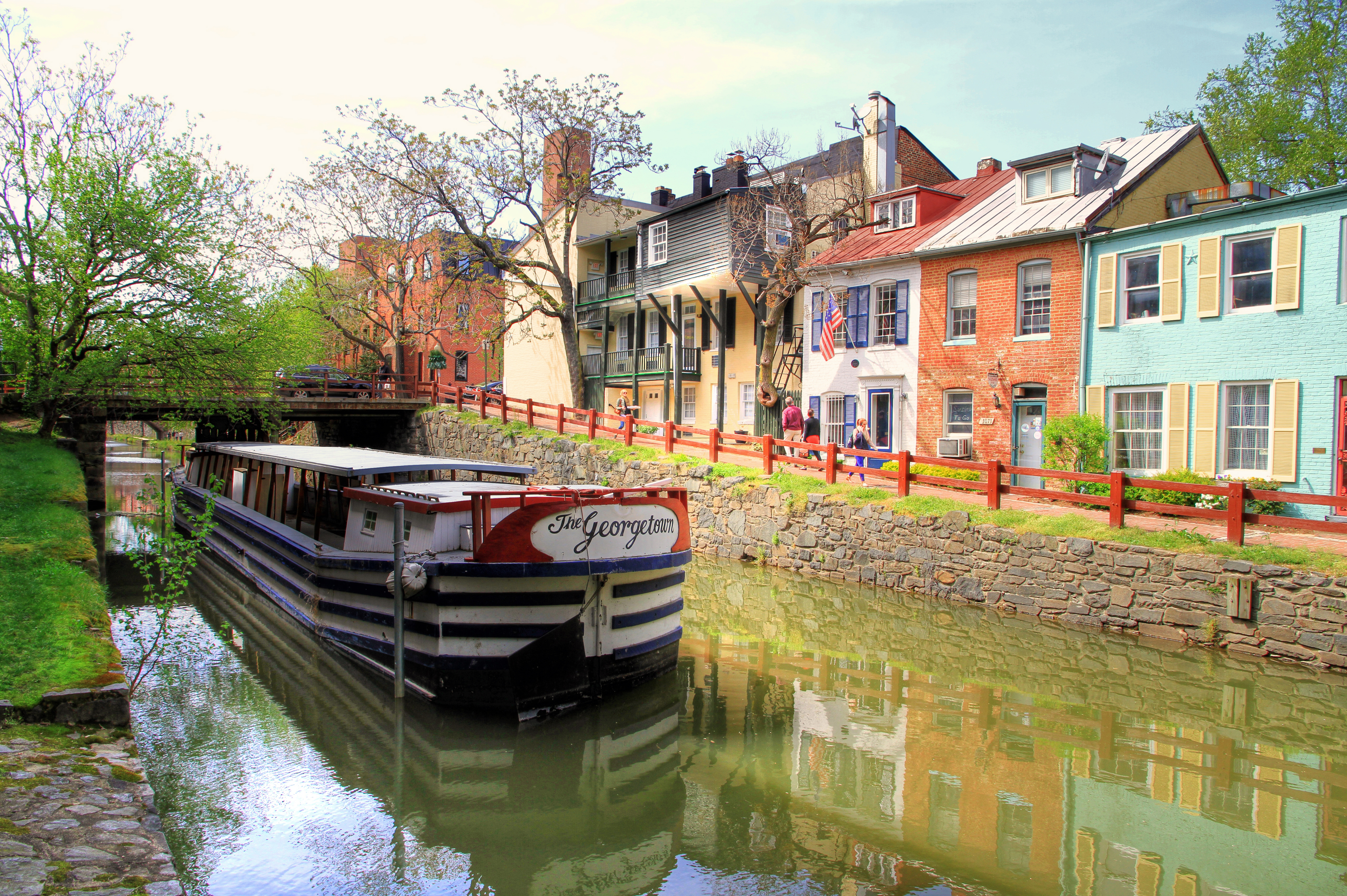
Kanał, 2013
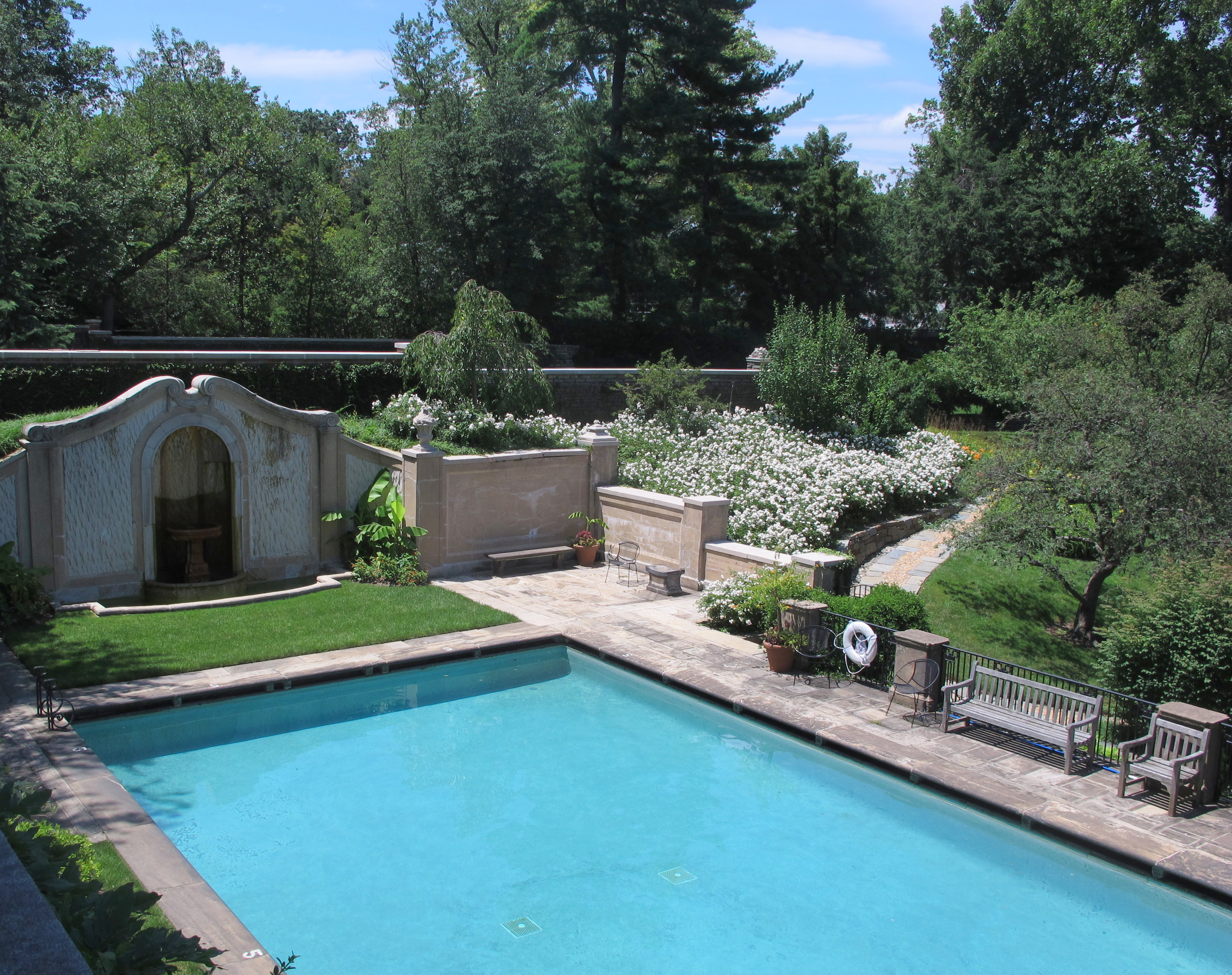
Dumbarton Oaks, 2015
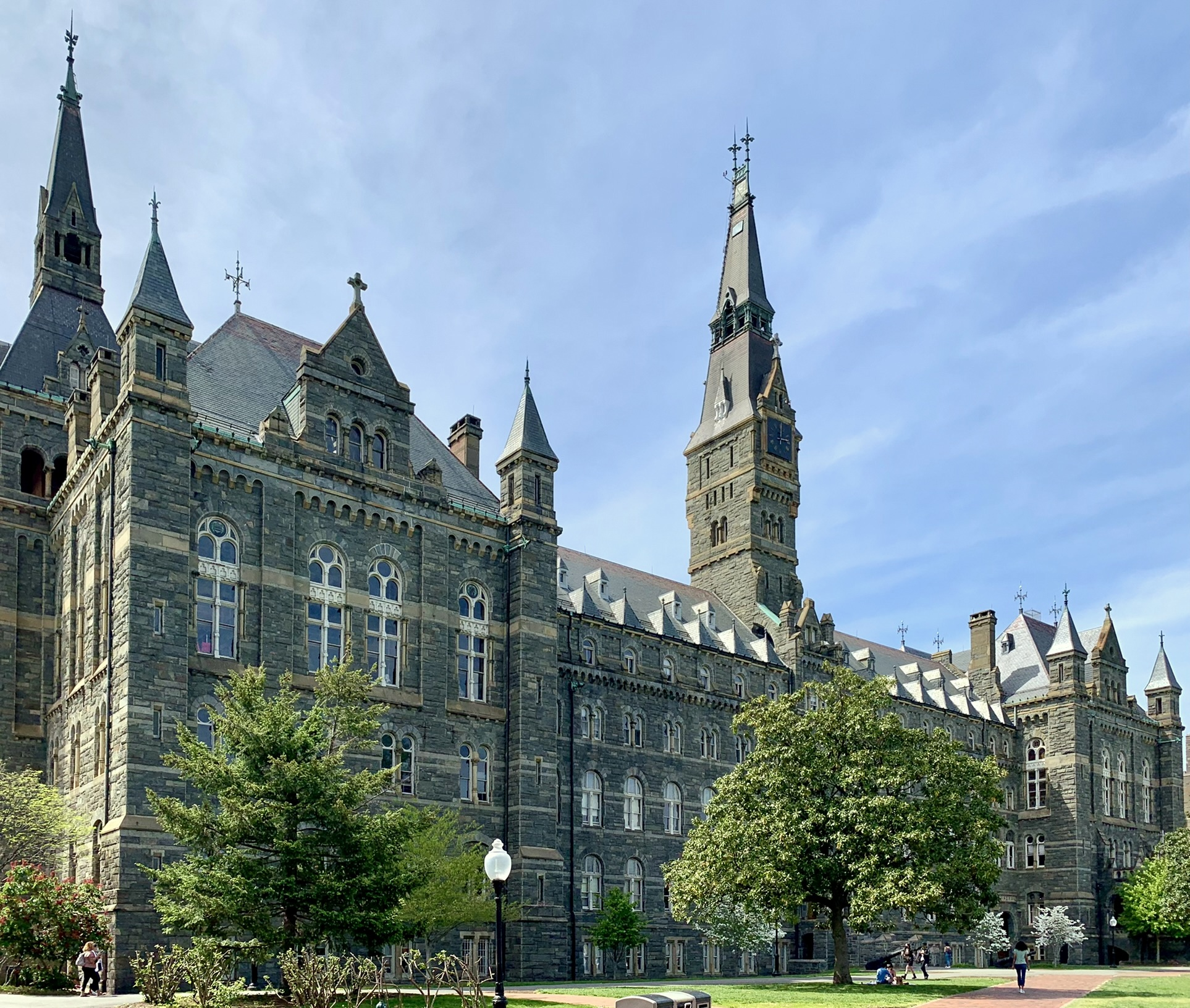
Healy Hall, 2022
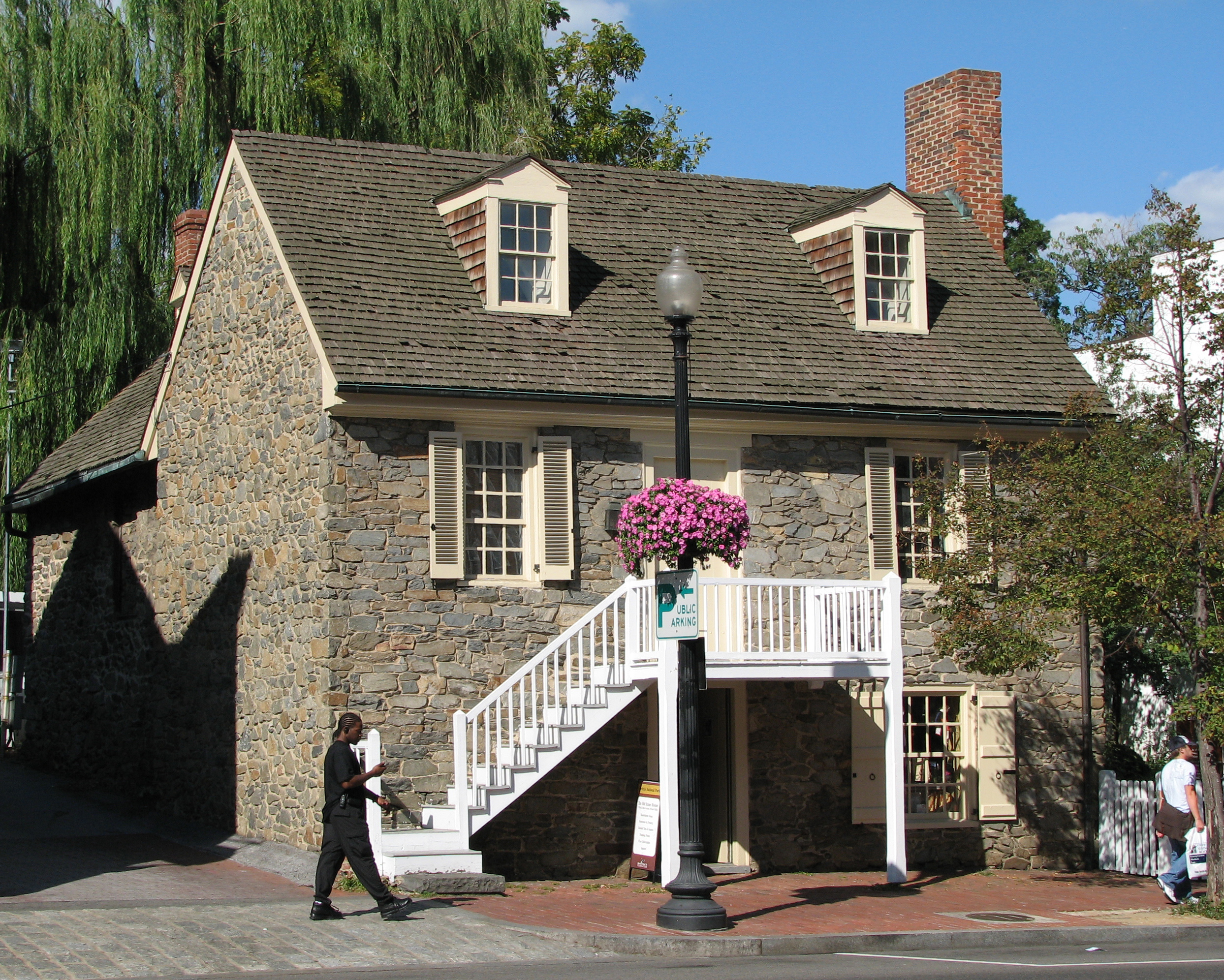
Old Stone House, 2006
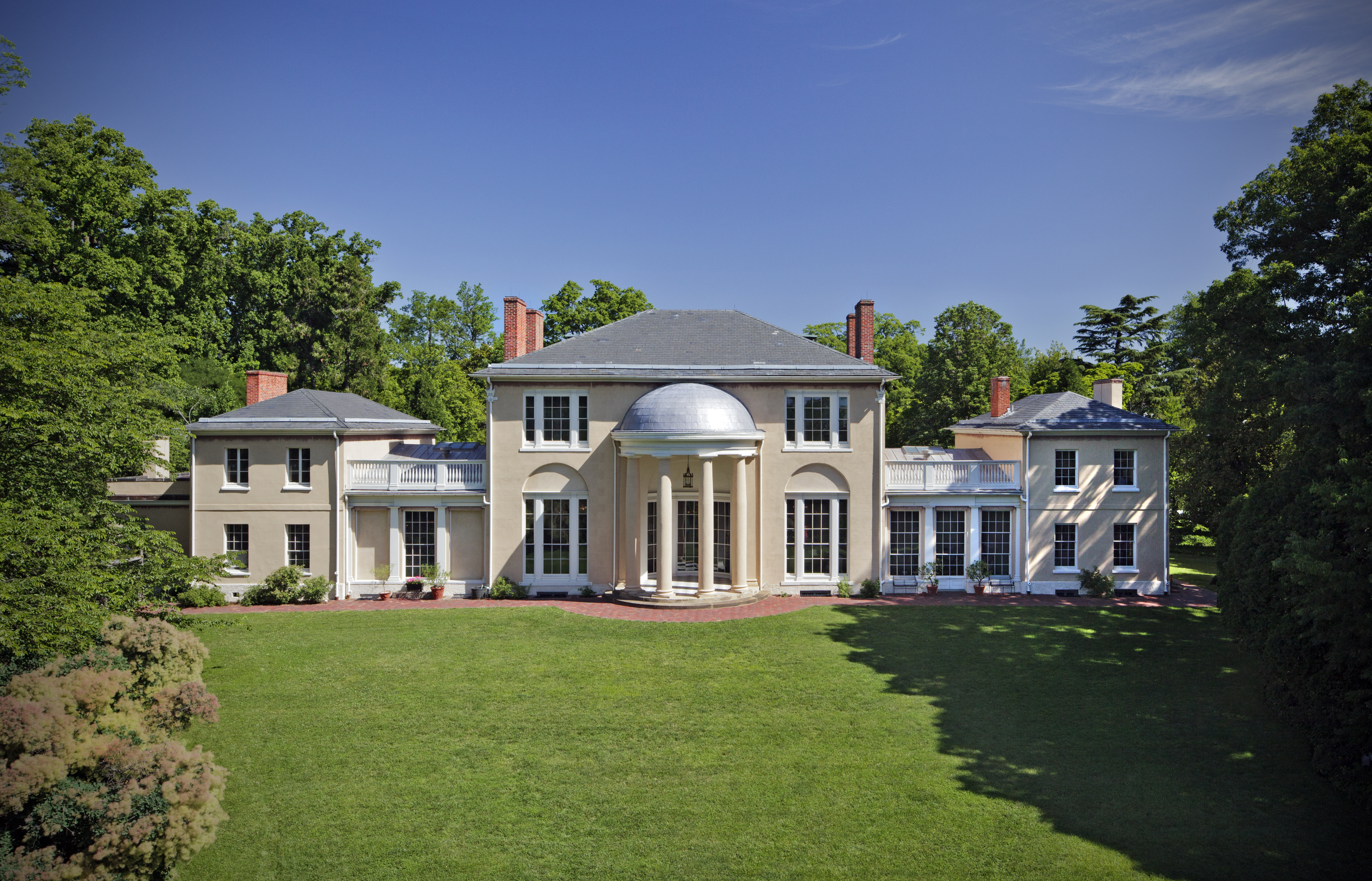
Tudor Place, 2014
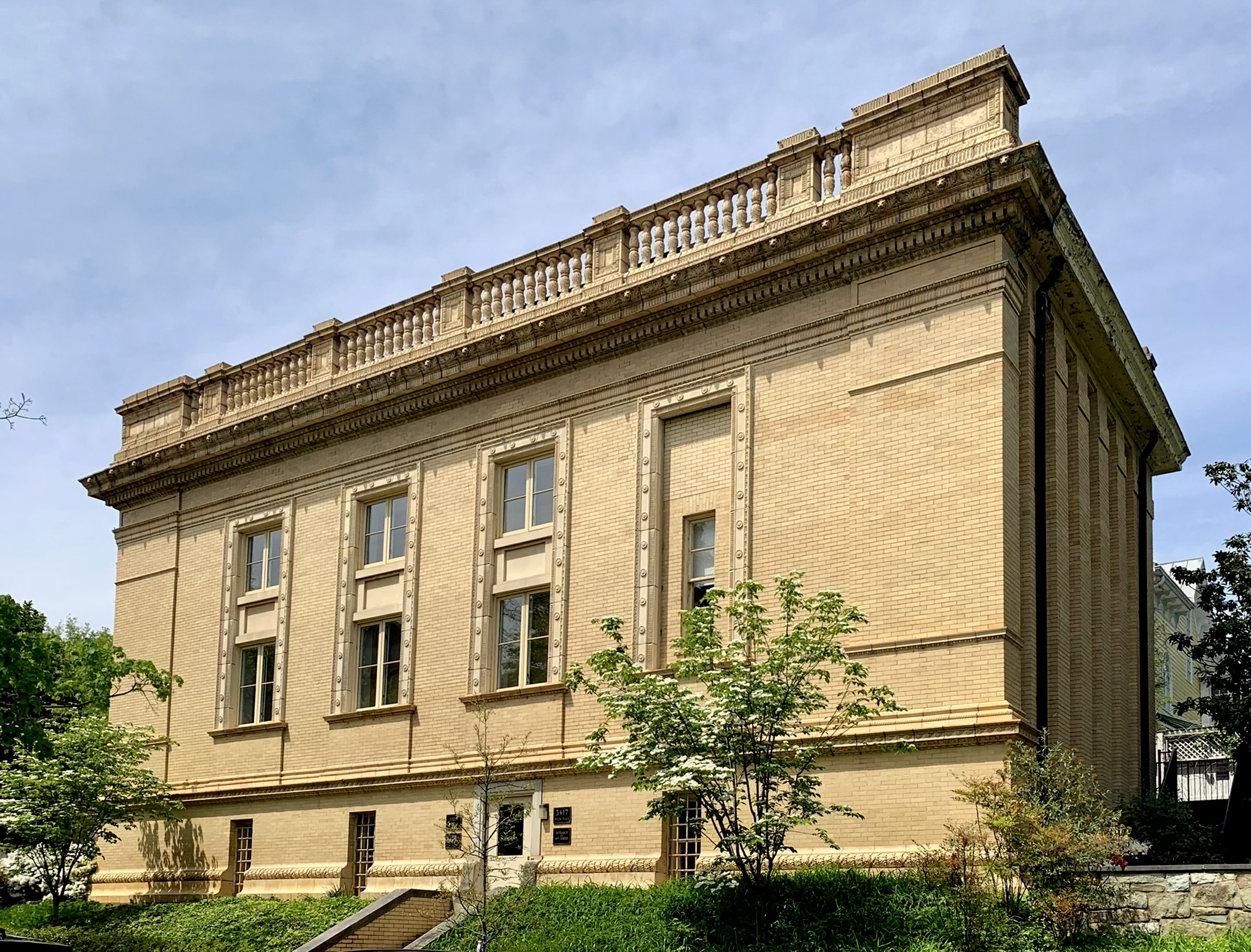
Volta Bureau, 2022
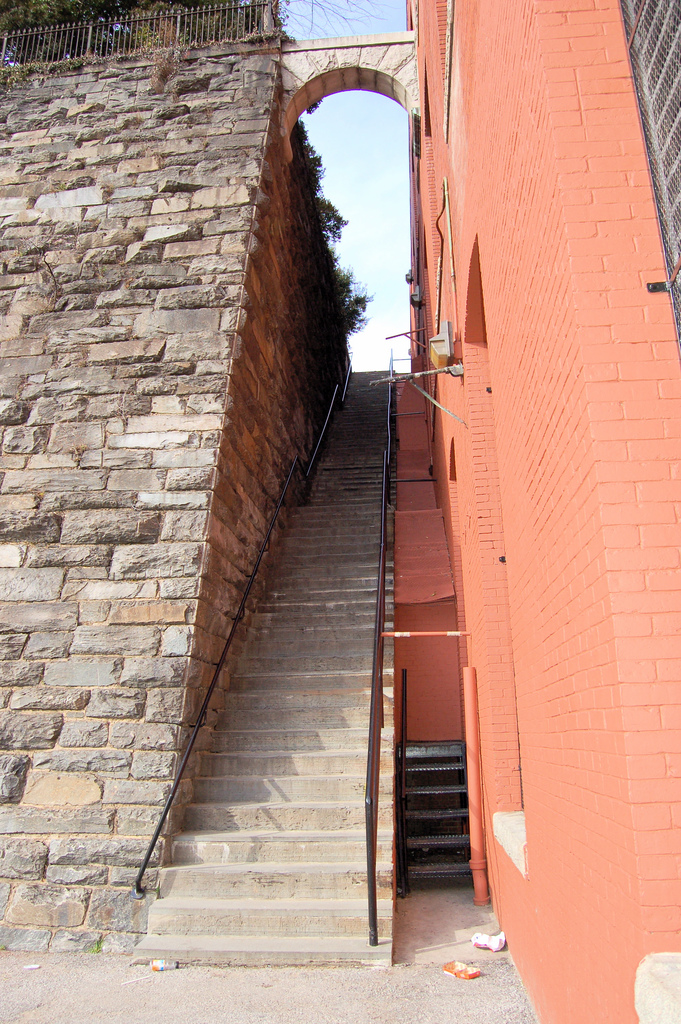
Schody z Egzorcysty